# 黃敏才
黃敏才（15世紀—16世紀），字性之，號菲庵，雲南雲南府晉寧州人，明朝政治人物。

## 生平
黃敏才是松滋知縣黃琮之子，在正德八年（1513年）舉雲貴鄉試，次年（1514年）會試中副榜，授烏程訓導，負責湖廣和廣東鄉試都號稱得人。之後他擢任解州知州，饑荒時不待報就拿出糧食賑濟，瘟疫期間又給藥治療人民，並準備計劃以剿滅流寇；轉九江同知，疏通龍開河、平定江洋寇，巡撫、巡按薦陞左軍都督府經歷，而其時議征交阯，他處理軍需得宜而擢官石阡知府，因為督餉過勞在路途去世，次子黃明良扶棺回鄉，行李中只有書籍數卷，入祀鄉賢祠，九江入祀名宦祠。

## 引用
1. 1 2  光緒《雲南府志·卷十二·人物志》：黃敏才 字性之，孝友慈愛，恬靜自適，領正德癸酉鄉薦，甲戌會試副榜。初授順天訓導，再補烏程，分較楚粵鄉試，歷知解州，陞九江同知，皆有異政，撫按交薦陞左軍都督府經歷。時方議征交阯，敏才董理軍需，供應不匱，擢石阡知府，以督餉勞瘁卒於途，仲子明良扶櫬歸，囊中惟有書籍數卷而已，士民請祀鄉賢，九江崇祀名宦。
2. ↑  光緒《雲南通志·卷一百五十八·人物志二》：黃敏才 字性之，晉甯人，正德癸酉舉人，甲戌副榜，任烏程、順天訓導，分校楚粵稱得人。擢解州知州，歲饑不待報出粟賑濟，會大疫治藥給療，全活萬計；時有逋寇臨界，設方畧勦捕之。遷九江府同知，疏龍開河、平江洋寇，再遷石阡知府，督餉交趾卒於道，櫬歸惟圖書數卷，所至祀名宦。 舊《雲南通志》